# Bonifacio V
Bonifacio V (Nápoles, ¿?-Roma, 25 de octubre de 625) fue el papa 69.º de la Iglesia católica desde 619 hasta su muerte, en 625.
Elegido papa el 8 de noviembre de 618, no fue consagrado hasta pasados casi trece meses, el 23 de diciembre de 619, al no recibir hasta entonces la confirmación del emperador bizantino Heraclio I.
Hizo muchos esfuerzos por convertir al cristianismo al rey Edwin de Northumbria (parte de lo que hoy se conoce como Inglaterra).
Durante su pontificado promulgó el decreto por el que las iglesias se considerarían lugares de asilo para los perseguidos que buscasen refugio en ellas.